# ماريان هانا فينتر
ماريان هانا فينتر (بالإنجليزية: Marian Hannah Winter)‏ هي مؤرخة أمريكية، ولدت في 1910، وتوفيت في 15 ديسمبر 1981 في باريس في فرنسا.